# Model solar estàndard
El model solar estàndard (MSS) és actualment el model més acceptat per a la descripció física del Sol. El model implica el tractament matemàtic del Sol com a bola esfèrica de gas en diferents estats d'ionització, amb l'hidrogen de l'interior profund completament en forma de plasma ionitzat. Aquest model, presenta una estructura estel·lar descrita per algunes equacions diferencials derivades de principis físics bàsics. El model està limitat per unes condicions de contorn (la lluminositat, el radi, l'edat i la composició del Sol) que estan ben determinades. L'edat del Sol no es pot mesurar directament; una manera de fer una estimació és a partir de l'edat dels meteorits més antics, i models de l'evolució del sistema solar. La composició de la fotosfera del Sol actualment és, de la massa, el 74,9% hidrogen i el 23,8% heli. Tots els elements més pesants, anomenats metalls en astronomia, fan menys del 2% de la massa. L'MSS s'usa per a comprovar la validesa de la teoria de l'evolució estel·lar. De fet, l'única manera de determinar els dos paràmetres lliures del model d'evolució estel·lar, l'abundància d'heli i el paràmetre de la longitud de mescla (usat per modelar la convecció del Sol), estan per ajustar l'MSS perquè s'ajusti al Sol observat.
Un estel es considera d'edat zero (protoestel) quan s'assumeix que té una composició homogènica i que tot just comença a derivar la major part de la seva lluminositat de les reaccions nuclears (menyspreant el període de contracció des de núvol de gas i pols). Per a obtenir el MSS, un model estel·lar de massa solar u de zero anys evoluciona numèricament a l'edat del Sol. L'abundància d'elements en el model solar d'edat zero s'estima per meteorits primigenis.
Juntament amb aquesta informació de l'abundància, una suposició raonable en la lluminositat d'edat zero (com la lluminositat del Sol d'avui en dia) es converteix llavors en un procés iteratiu en el valor correcte per al model, i la temperatura, pressió i densitat en tot el model es calcula numèricament resolent les equacions de l'estructura estel·lar suposant que l'estrella fos en un estat estacionari. Tel model llavors evoluciona numèricament fins a l'edat del Sol. Es poden usar per afinar el model les discrepàncies en les valors de les mesures de la lluminositat del Sol, les abundàncies superficials, etc. Per exemple, conforme el Sol es formava, els elements pesant i l'heli s'assentaven fora de la fotosfera per difusió. Com a resultat, la fotosfera solar conté ara un 87% tant d'heli i elements pesant com tenia abans la fotosfera estel·lar; la fotosfera solar protoestel·lar tenia un 71,1% d'hidrogen, un 27,4% d'heli, i un 1,5% de metalls.

## Model numèric de les equacions de l'estructura estel·lar
Les equacions diferencials de l'estructura estel·lar, com l'equació de l'equilibri hidroestàtic, estan numèricament integrades. Les equacions diferencial s'aproximen per les equacions de diferència. L'estel l'imaginen fet de capes esfèricament simètriques i la integració numèrica portada en passos finits fent ús de les equacions d'estat, donant relacions per la pressió, l'opacitat i la raó de generació d'energia en termes de densitat, temperatura i composició.

## Evolució del Sol
Les reaccions nuclears del nucli del Sol canvien la seva composició, convertint els nuclis d'hidrogen en nuclis d'heli per mitjà de la cadena protó-protó i (en menor mesura en el Sol que en estels més massius) el cicle CNO. Aquest fet disminueix el pes molecular mitjà del nucli del Sol, el qual conduiria a disminuir la pressió. Això, no obstant, no succeeix sinó que el nucli es contreu. Pel teorema de virial la meitat de l'energia potencial gravitatòria alliberada per aquesta contracció es dirigeix a incrementar la temperatura del nucli, i l'altra meitat s'irradia. Segons la llei dels gasos ideals aquest increment de la temperatura també incrementa la pressió i restableix l'equilibri hidroestàtic. La lluminositat del Sol s'incrementa amb l'augment de la temperatura, incrementant la raó de les reaccions nuclears. Les capes exteriors s'expandeixen per compensar l'increment dels gradients de temperatura i pressió, per tant el radi també s'incrementa.
Cap estel no és completament estàtic, però els estels es mantenen en la seqüència principal (cremant hidrogen en el nucli) durant llargs períodes. En el cas del Sol, s'ha mantingut en la seqüència principal durant uns 4.600 milions d'anys, i es convertirà en un gegant vermell als aproximadament 6.500 milions d'anys per tant hi haurà estat en la seqüència principal durant aproximadament 10¹⁰ anys. D'aquí que l'assumpció d'estat estacionari sigui una bona aproximació. Per simplificar, les equacions de l'estructura estel·lar s'escriuen sense explicitar el temps de dependència, amb l'excepció de l'equació del gradient de lluminositat:
{\displaystyle {\frac {dL}{dr}}=4\pi r^{2}\rho \left(\epsilon -\epsilon _{\nu }\right)}
On L és la lluminositat, ε és la raó de generació d'energia nuclear per unitat de massa i εν és la lluminositat deguda a l'emissió de neutrins. La lenta evolució del Sol en la seqüència principal ve llavors determinada pel canvi en les espècies nuclears (principalment el consum d'hidrogen i la producció de l'heli). Les raons de les diferents reaccions nuclears s'estimen a partir d'experiments físics a altes energies, els quals s'extrapolen a les baixes energies dels interiors estel·lars (el Sol crema l'hidrogen bastant a poc a poc). Històricament, una de les principals fonts d'error en els models estel·lars han estat els errors en les raons de les reaccions nuclears. S'utilitzen ordinadors per calcular la variació de les abundàncies (normalment per fracció de massa) de les espècies nuclears. Una espècie nuclear específica tindrà una raó de producció i una raó de destrucció, per tant es necessiten ambdues per calcular la seva abundància al llarg del temps, en condicions variables de temperatura i densitat. Com que hi ha moltes espècies nuclears, es necessita una xarxa de reacció computeritzada per rastrejar com varien les totes abundàncies juntes.
Segons els teorema de Vogt-Russel, la massa i l'estructura de la composició a través d'un estel només determina el seu radi, lluminositat i estructrua interna, sinó que també la seva evolució (per tant aquest teorema només es pretén aplicar a les fases estables i lentes de l'evolució estel·lar i no s'aplica a les transicions entre estadis i estadis d'evolució ràpida).
Per tant, només calen la informació sobre les abundàncies variables de les espècies nuclears al llarg del temps, juntament amb les equacions d'estat, per a proporcionar solucions numèriques agafant increments de temps prou petits i usant la iteració per trobar l'estructura interna única de l'estel a cada estadi.

## Propòsit del model solar estàndard
Per una banda proporciona una estimació de l'abundància d'heli i un paràmetre de la longitud de mescla en forçar el model estel·lar a tenir la lluminositat i el radi correctes a l'edat del Sol.
D'altra banda proporciona un mitjà per avaluar models més complexos amb física addicional, com la rotació, els camps magnètics i la difusió o millora del tractament de la convecció, el model de turbulència, i la superació convectiva.
De la mateixa manera que el model estàndard de la física de partícules i el model cosmologia estàndard, el model solar estàndard canvia a través del temps en resposta a descobriments teòrics o experimentals rellevants.

## Transport d'energia al Sol
El Sol té un nucli radioactiu i un embolcall exterior convectiu. En el nucli, la lluminositat deguda a reaccions nuclear es transmet cap a les capes exteriors per radiació principalment. No obstant això, en les capes exteriors el gradient de temperatura és tan gran que la radiació no pot transportar prou energia. Llavors, ocorre la convecció tèrmica quan les columnes tèrmiques porten material calent cap a la superfície (fotosfera) del Sol. Un cop el material es refreda a la superfície, s'enfonsa fins a la base de la zona de convecció, per rebre més calor de la part superior de la zona radioactiva.
En un model solar, com el descrit en l'estructura estel·lar, es considera la densitat{\displaystyle \scriptstyle \rho (r)}, temperatura T(r), pressió total (matèria més radiació) P(r), lluminositat l(r) i la raó de generació d'energia per unitat de massa ε(r) en una capa esfèrica d'un gruix dr a una distància r del centre de l'estel.
El transport radioactiu d'energia es descriu per l'equació del gradient de temperatura radioactiva: :
{\displaystyle {{\mbox{d}}T \over {\mbox{d}}r}=-{3\kappa \rho l \over 64\pi r^{2}\sigma T^{3}},}
on κ és l'opacitat de la matèria, σ és la constant de Stefan-Boltzmann, i al constant de Boltzmann és u.
La convecció es descriu usant el model de longitud de mescla i l'equació del gradient de temperatura corresponent (per convenció adiabàtica) és:
{\displaystyle {{\mbox{d}}T \over {\mbox{d}}r}=\left(1-{1 \over \gamma }\right){T \over P}{{\mbox{d}}P \over {\mbox{d}}r},}
on γ = cp / cv és el coeficient de dilatació adiabàtica, la ràtio de calor específica al gas. (per a un gas ideal completament ionitzat, γ = 5/3.)
Prop de la base de la zona de convecció del Sol, la convecció és adiabàtica, però prop de la superfície solar, la convecció és no adiabàtica.

## Simulacions de la convecció prop de la superfície
És possible una descripció més realista de la part més alta de la zona de convecció a través de simulacions hidrodinàmiques tridimensionals i temps-dependents detallades, tenint en compte la transferència radioactiva de l'atmosfera. Aquestes simulacions reprodueixen amb èxit l'estructura de la granulació solar de la superfície observada, així com els perfils de línies de l'espectre radioactiu solar, sense usar els models de turbulència parametritzats. Les simulacions només cobreixen una petita fracció del radi solar, i consumeixen massa temps per ser incloses en els models solars generals. L'extrapolació d'una simulació mitjana a través de la part adiabàtica de la zona de convecció per mitjà d'un model basat en la descripció de la longitud de mescla, demostrà que el adiabats predits per la simulació eren congruents amb la profunditat de la zona de convecció solar com determinava l'heliosismologia. S'ha desenvolupat una extensió de la teoria de la longitud de mescla que inclou els efectes de la pressió de turbulència i l'energia cinètica basada en simulacions numèriques de la convecció prop de la superfície.

## Equacions d'estat
La solució numèrica de les equacions diferencials de l'estructura solar requereix unes equacions d'estat per la pressió, l'opacitat i la raó de generació d'energia, tal com es descriu a l'estructura estel·lar, la qual relaciona aquestes variables amb la densitat, la temperatura i la composició.

## Heliosismologia
L'heliosismologia és l'estudi de les oscil·lacions d'ona del Sol. Els canvis en la propagació d'aquestes ones a través del Sol revelen les estructures interiors i permeten que els astrofísics desenvolupin perfils extremadament detallats de les condicions internes del Sol. En particular, es pot mesurar la localització de la zona de convecció en les capes exteriors del Sol, a més la informació sobre el nucli del Sol proporciona un mètode, mitjançant el model solar estàndard, per calcular l'edat del Sol, independentment del mètode per inferir l'edat del Sol a partir dels meteorits més antics.

## Producció de neutrins
L'hidrogen es fusiona en heli a través de diferents interaccions dins el Sol. La gran majoria dels neutrins es produeixen a través de la cadena pp, un procés en el qual quatre protons es combinen per produir dos protons, dos neutrons, dos positrons i dos electrons neutrins. Els neutrins també es produeixen mitjançant el cicle CNO, però aquest procés és considerablement menys important en el Sol que en altres estrelles.
La majoria dels neutrins produïts al Sol provenen del primer pas de la cadena pp però la seva energia és tan baixa (<0.425 MeV) que són difícil de detectar. Una branca lateral rara de la cadena pp produeix els neutrins "bor-8" amb una energia màxima de prop de 15 MeV, i aquests són fàcilment detectables. Una interacció molt rara en la cadena pp produeix els neutrins "hep", els de major energia que es prediu que poden produir-se al Sol. Es prediu que tindrien una energia de prop de 18 MeV.
Totes les interaccions descrites anteriorment produeixen neutrins amb un espectre d'energies. La captura electrònica de 7Be produeix neutrins a o prop dels 0.862 MeV (~90%) o dels 0.384 MeV (~10%).

## Detecció de neutrins
La feblesa de les interaccions dels neutrins amb altres partícules significa que la majoria dels neutrins produïts al nucli del Sol poden passar a través del Sol sense ser absorbits. És possible, per tant, observar el nucli del Sol directament mitjançant la detecció d'aquests neutrins.

### Història
El primer experiment que detectà amb èxit els neutrins còsmics fou l'experiment del clor de Raymond Davis, en el qual els neutrins es detectaven mitjançant l'observació de la conversió del nucli del clor en argó radioactiu en un gran tanc de percloretilè. Aquesta era una reacció en cadena que s'esperava dels neutrins, però com que només es comptà el nombre d'argó desintegrat, no donà cap informació d'on provenien aquests neutrins. L'experiment trobà sobre 1/3 dels neutrins predits pel model solar estàndard d'aquell moment, i aquest problema s'anomenà el problema dels neutrins solars.
Encara que actualment és sabut que l'experiment del clor detectà neutrins, alguns físics d'aquella època sospitaren de l'experiment, principalment perquè no confiaven en aquelles tècniques radioquímiques. La detecció iniquívoca dels neutrins es produí amb l'experiment Kamiokande-II experiment, un detector Txerenkov d'aigua amb un prou baix llindar d'energia per detectar neutrins a través de la dispersió elàstica neutrí-electró. En la dispersió elàstica els electrons sortint de punt de reacció apuntaven clarament en la direcció en la que el neutrí estava viatjant, allunyant-se del Sol. Aquest habilitat d'apuntar vers el Sol fou la primera prova concloent que el Sol rebia energia de les interaccions nuclears del nucli. Mentre que els neutrins observats en l'experiment Kamiokande II provenien clarament del Sol, la raó de les interaccions de neutrins fou suprimida un altre cop comparada amb la teoria d'aquell temps. Inclús pitjor, l'experiment Kamiokande II mesurà un 1/2 del flux predit, més que l'experiment del clor que predigué 1/3.
La solució al problema dels neutrins solars es determinà experimentalment a l'Observatori de neutrins de Sudbury. Els experiments radioquímics només eren sensibles als neutrins electró, i el senyal en els experiments Cerenkov d'aigua estava dominada pel senyal de neutrins electró. L'experiment SNO, per contra, era sensible als tres sabors de neutrins. Per mesurament simultani de fluxos de neutrins electrons i neutrins totals l'experiment demostrà que la supressió era deguda a l'efecte MSW, la conversió de neutrins electró des de seu por sabor degut al canvi de densitat del Sol. La ressonància és energia depenent, i s'encén prop dels 2MeV. Els detectors Cerenkov d'aigua només detecten neutrins per sobre dels 5MeV, mentre que els experiments radioquímics eren sensibles a energies més baixes (0.8MeV pel clor, 0.2MeV pel gal·li),i això resultà ser la font de la diferència observada en les raons de neutrins en el dos tipus d'experiments.

### Neutrins hep
Encara no s'han observat els neutrins de més alta energia a causa del seu petit flux comparat al neutrins de boró-8, per això, fins ara només s'ha posat límits sobre el flux. Fins al moment cap experiment ha tingut prou sensibilitat per observar el flux predit pel model solar estàndard.

### Neutrins CNO
Els neutrins provinents d'un cicle secundari de generació d'energia solar– per exemple els neutrins CNO – s'espera que proporcionin esdeveniments observables per sota dels 1 MeV. Encara no s'han observat a causa del soroll experimental (de fons). Detectors futurs detectors de centelleig ultra purs podrien permetre sondejar els fluxos predits pel model solar estàndard. Això seria possible gràcies al SNO+ i, a més llarg termini, gràcies al LENA, dos detectors que seran més grans però que utilitzaran els mateixos principis que el Borexino.

## Predicció de la temperatura del nucli
El flux de neutrins de bor-8 és altament sensible a la temperatura del nucli solar, {\displaystyle \phi (^{8}B)\propto T^{25}}. Per aquesta raó, un mesurament precís del flux de neutrins de bor-8 es pot utilitzar en el marc del model solar estàndard com a mesura de la temperatura del nucli del Sol. Aquesta estimació fou proposada per Fiorentini i Ricci després de la publicació dels primers resultats del SNO, i obtingueren una temperatura de {\displaystyle T_{\text{sun}}=15.7\times 10^{6}\;{\text{K}}\;\pm 1\%} d'un determinat flux de neutrins de 5.2·10⁶/cm²·s.

## Esgotament del liti a la superfície solar
Els models estel·lars de l'evolució del Sol prediuen força bé l'abundància química de la superfície solar excepte pel que fa al liti (Li).
L'abundància de liti a la superfície solar és 140 vegades menor al valor protosolar, és a dir, a l'abundància primordial al naixement del Sol. encara que la temperatura a la base de la zona convectiva superficial no és prou calenta per cremar – ai d'aquí esgotar – el Li. Aquest fer es coneix com el problema del liti solar. Un ampli rang d'abundàncies de liti s'observa en estels de tipus solar de la mateixa edat, massa i metal·licitat del Sol. Observacions d'unes mostres imparcials d'estels d'aquests tipus amb planetes observats (exoplanetes), o sense, mostra que els estels que no tenen planetes tenen menys d'un 1 per cent d'abundància de liti primordial, i que les altres tenen deu vegades més liti. Una hipòtesi és que la presència de planetes podria incrementar la barreja i aprofondir la zona convectiva fins al punt que el liti podria cremar. Un possible mecanisme perquè això es produís és que els planetes afectarien l'evolució del moment angular de l'estel, i d'aquesta manera canviar la rotació de l'estel relativa als estels sense planetes; en el cas del Sol alentint la seva rotación. Cal més investigació per descobrir quan i on es troba la falla d'aquest model. Donada la precisió de les sondes heliosismològiques de l'interior del Sol actual, és probable que el model de Sol protoestel·lar necessiti un ajustament.